# Federazione pallavolistica del Kazakistan
La Federazione kazaka di pallavolo (in russo Федерация волейбола Республики Казахстан?, VFRK) è un'organizzazione fondata per governare la pratica della pallavolo in Kazakistan.
Organizza il campionato maschile e femminile, e pone sotto la propria egida la nazionale maschile e femminile.
Ha aderito alla FIVB nel 1992.